# Повидло
Пови́дло (пол. powidła, можливо, від wić — «вити», «крутити») — продукт виварення подрібнених до пюреподібного стану плодів і ягід з додаванням наприкінці варіння цукру.

## Приготування
Для приготування повидла використовують зрілі та перестиглі плоди, усунувши попередньо зігнилі чи пошкоджені частини. Підготовлену сировину виварюють на слабкому вогні без додавання цукру. Цукор додають наприкінці варіння, оскільки рідке пюре випаровується швидше. При цьому скорочується термін варіння, а повидло стає світлішим та кращим за смаком і ароматом.
Щоб повидло не пригоріло, масу помішують безперервно.
Повидло готове, коли при помішуванні лопатка починає залишати за собою незникаючу виразну борозенку.
Гаряче повидло розфасовують у сухі чисті банки, відразу закупорюють і охолоджують. Інколи додають різноманітні прянощі — корицю, гвоздику та ін.